# Раскаєцій-Ной
Раскаєцій-Ной (рум. Răscăieţii Noi) — село в Молдові в Штефан-Водському районі. Входить до складу комуни, центром якої є село Раскаєць.

## Населення

### Національність
Розподіл населення за національністю за даними перепису 2004 року:
| Національність   | Відсоток |
| ---------------- | -------- |
| молдовани/румуни | 96,86%   |
| українці         | 1,79%    |
| росіяни          | 1,2%     |
| інші             | 0,15%    |

| Молдова | Це незавершена стаття з географії Молдови. Ви можете допомогти проєкту, виправивши або дописавши її. |

1. ↑  Nicu V. Localitățile Moldovei în documente și cărți vechi: Îndreptar bibliografic. Volumul 2: M-Z — Chișinău: Universitas, 1991. — С. 210. — 434 с. — ISBN 5-362-00842-0
2. ↑  https://statistica.gov.md/ro/caracteristici-demografice-nationale-lingvistice-culturale-52_3669.html